# Матильда I (графиня Неверська)
Матильда Куртене або Маго (бл. 1188 — 29 липня 1257) — графиня Неверська, Осерська і Тоннерська (з 6 лютого 1193 по 27 липня 1257). Дочка Петра (імператора Константинополя) та його першої дружини Агнеси (графині Неверу, Осеру і Тоннерру). Вперше вийшла заміж за Ерве IV (сеньйора Донзі), а після його смерті за Гвідо IV (графа Форезу).
Матильда була щедрою і популярної правителькою. Її основною резиденцією був замок Дрюї. Саме в ньому 15 серпня 1223 прийняла статут, що надав місту Осер ряд пільг і свобод.

## Біографія
Народилась в сім'ї Петра II (сеньйора Куртене) та його першої дружини Агнеси (графині Неверу, Осеру і Тоннерру).
Матильда була спадкоємицею графств Невер, Осер і Тоннерр, як єдина жива дитина своєї матері, після смерті якої в лютому 1193 року всі графства опинилися під управлінням батька Матильди.
В 1198 році у Петра виник конфлікт з Ерве IV (сеньйором Донзі), через сеньйорію Жьєн, яку Ерве успадкував після смерті свого брата. В 1199 році, конфлікт переріс в війну, і в битві при Кон-сюр-Луарі 3 серпня, Петро був розбитий і потрапив в полон до Ерве. Він отримав свободу завдяки втручанню свого родича, французького короля Філіппа II, який однак, бажаючи мати Ерве в якості союзника для боротьби проти короля Англії, змусив Петра видати Матильду заміж за Ерве, а також передати під управління Ерве Невер. Передача Неверського графства була ратифікована королем Філіппом в жовтні 1199 року. Весілля Ерве і Матильди відбулось наступного року.
В 1205 році Ед III (герцог Бургундії) звинуватив Ерве в тому, що його шлюб з Матильдою є неканонічним, оскільки вони родичі четвертого ступеня. Папа Інокентій III велів провести розслідування, проте ніяких кроків для цього зроблено не було. Але в червні 1212 року папа, зацікавлений в тому, щоб змусити Ерве до укладення миру з абатами Везле, велів відновити розслідування. Тільки тоді Ерве, який в результаті розлучення втратив би Неверське графство, був змушений піти на переговори з папою та укласти договір з абатом Везле. Залишилось питання про законність шлюбу. Інокентій деякий час не приймав ніякого рішення. Стурбований Ерве написав папі листа, в якому наголошував на тому, що шлюб триває вже досить давно і в ньому до того моменту народилося двоє дітей. Крім того він обіцяв прийняти хрест. В результаті 20 грудня 1213 року Інокентій III дарував Ерве папське прощення, яке оголосило його шлюб назавжди незаперечним.
В 1216 році Петро, батько Матильди, був обраний імператором Константинополя (Латинської імперії). В 1217 році, перед від'їздом в імперію, Петро передав Ерве та Матильді графство Тоннерр. Після його смерті в 1219 році, Ерве від імені Матильди пред'явив права на графство Осер. На графство також пред'явили претензії Філіпп II (маркграф Намюру), син Петра від другого шлюбу, і Роберт I (сеньйор Шампіньєля), брат Петра. Агнеса, дочка Матильди, звернулась за допомогою до папи Гонорія II, за підтримки якого графство Осер того ж року було передано Ерве та Матильді.
Ерве помер в 1222 році. Єдиний син Матильди і Ерве помер до 1214 року. Спадкоємицею графств стала їхня дочка Агнеса, яка успадкувала всі батьківські володіння. Вона ще в 1221 році була видана заміж вдруге за Гвідо II (графа-співправителя Сен-Поля), вірного слугу французького короля Людовика VIII. А всі три графства опинилися під одноосібним управлінням Матильди.
Матильда була щедрою і популярної правителькою. Її основною резиденцією став замок Дрюї. Саме в ньому 15 серпня 1223 прийняла статут, що дає місту Осер ряд свобод і пільг.
В 1225 році помирає дочка Матильди, Агнеса. В 1226 році Матильда виходить заміж за Гвідо IV (графа Форезу), якого вона зробила своїм співправителем. Того ж року при облозі Авіньйону був вбитий вдівець Агнеси, Гвідо II (граф-співправитель Сен-Поля). Матильда стала опікуном своїх малолінтіх онуків — Іоланди, Гоше та Марії.
В 1230 році Гвідо знову відновив війну проти абатства Везле, яку вели багато графів Невера. Ця боротьба тривала три роки, поки абат Гішар не уклав мир, виплативши грошову компенсацію. Гвідо в 1235 році вирушив у хрестовий похід і помер після повернення з нього в 1241 році.
В останні роки її правління загострилася проблема успадкування графств. Онук Матильди, Гоше, одружений з Іоанною (графинею Мортену), загинув в 1250 році, не залишивши спадкоємців. Спадкоємицею стала Іоланда, що мала від шлюбу з Арчибальдом IX (сеньйором Бурбону) двох дочок, які в 1248 році були видані заміж за двох синів герцога Бургундії Гуго IV. Іоланда померла в 1254 році, після чого спадкоємицею стала старша з її дочок — Матильда.
В 1257 році у Матильда передала частину свого майна абатству Рен'ї. 29 липня того ж року Матильда померла в замку Куланж. Її поховали в, заснованому нею, абатстві Реконфор поблизу Монсо-ле-Конт. Невер, Осер і Тоннерр успадкувала її правнучка Матильда Дамп'єрр.

## Сім'я

### Чоловіки
- Ерве IV (сеньйор Донзі) (бл. 1175 — 23 січня 1222) — сеньйор Донзі, Кон-сюр-Луару, Шатель-Сенсуару, Сен-Еньяну, Жьєну та Перш-Гує. Син Ерве III (сеньйора Донзі) та його дружини Матильди I (сеньйори Перш-Гує). Одружився з Матильдою в 1200 році, доводився їй чотириюрідним братом[к 1]. Був співправителем Матильди в її володіннях.
- Гвідо IV (граф Форезу) (1195/1200 — 29 жовтня 1241) — граф Форезу. Син Гвідо III (графа Форезу) та його другої дружини Аліси Сюллі. Одружився з Матильдою в 1226 році. Був співправителем Матильди в її володіннях.

### Діти
- Від першого шлюбу:

1. Агнеса (1203/4 — 1225) — сеньйора Донзі, Кону, Шатель-Сенсуару, Сен-Еньяну та Перш-Гує. Вперше вийшла заміж 8 вересня 1217 за Філіппа[2], старшого сина майбутнього короля Франції Людовика VIII та його дружини Бланки Кастильської, шлюб завершився зі смертю Філіппа в листопаді 1218. Вдруге вийшла заміж за Гвідо II (графа-співправителя Сен-Поля). Після смерті батька, в 1222 році, успадкувала усі його володіння і стала допомагати матері в управлінні графствами. Агнеса померла в 1225 році, у віці 21 року[3], її чоловік помер рік потому. Опікуном їхніх дітей стала Матильда.
2. Вільгельм (1207–1207/14) — одразу після народження був заручений з Беатрисою В'єннуа[4], дочкою Андрія (дофіна В'єннуа) та його першої дружини Беатриси (графині Амбрену). Помер в дитинстві.

- Від другого шлюбу:

1. Артода (1226/35 — ?) — дружина Арто IV (сеньйора Руссільйону). Матір Вільгельма (сеньйора Руссільйону).

## Цікаві факти
- Матильда застала народження майже усіх своїх праправнуків, що на той час зустрічалось доволі рідко. ЇЇ перша праправнучка, майбутня графиня Неверу, Іоланда, народилась в грудні 1248, за 8 років до смерті Матильди.